# توماس وربرتون
توماس وربرتون (انگلیسی: Thomas Warburton; ۴ مارس ۱۹۱۸ – ۱۸ دسامبر ۲۰۱۶) مترجم اهل فنلاند بود.
وی همچنین برندهٔ جوایزی همچون جایزه اینو لینو شده‌است.